# 福島橋 (徳島市)
福島橋（ふくしまばし）は、助任川下流部の徳島県道29号徳島環状線に架かる平面の橋である。
徳島県徳島市新蔵町（西岸）と徳島市福島（東岸）を結ぶ。橋のたもとには中徳島河畔緑地がある。この福島橋より下流部に流れる助任川のことを、地域のひとは「福島川」と呼ぶことがある。
また「福島橋の人柱伝説」はとくしま市民遺産に選定されている。

## 歴史
- 1636年（寛永13年） - 橋長43.63mの木橋。
- 1878年（明治11年） - 架替。
- 1961年（昭和36年） - 5径間PC桁橋に架替。橋長57m。
- 2004年（平成16年） - 3径間連続プレヒーム合成桁橋に架替。歩道橋設置。

## 福島橋の人柱伝説
寛永の昔、福島・沖洲といった地域を結ぶ福島橋は徳島藩や住民にとって主要な橋梁であった。しかし、洪水などの災害が起こるたびに橋は崩壊し、渡り船に頼ったりしていた。
当時、架替は難工事であり、藩や住民は崩壊する福島橋に手の打ちようがなく困っていた。工事に際し、「工事に取りかかる日の夜、亥の刻（午後10時頃）にここを通りかかったものを人柱にしよう」ということになり、六部（山伏とも遍路ともいわれる）が鉦をたたき題目を唱えながら通りかかったのを、懇願して人柱としたとされる。六部は犠牲となって棺に入り、その日から49日間鉦が打ち鳴らされたという。

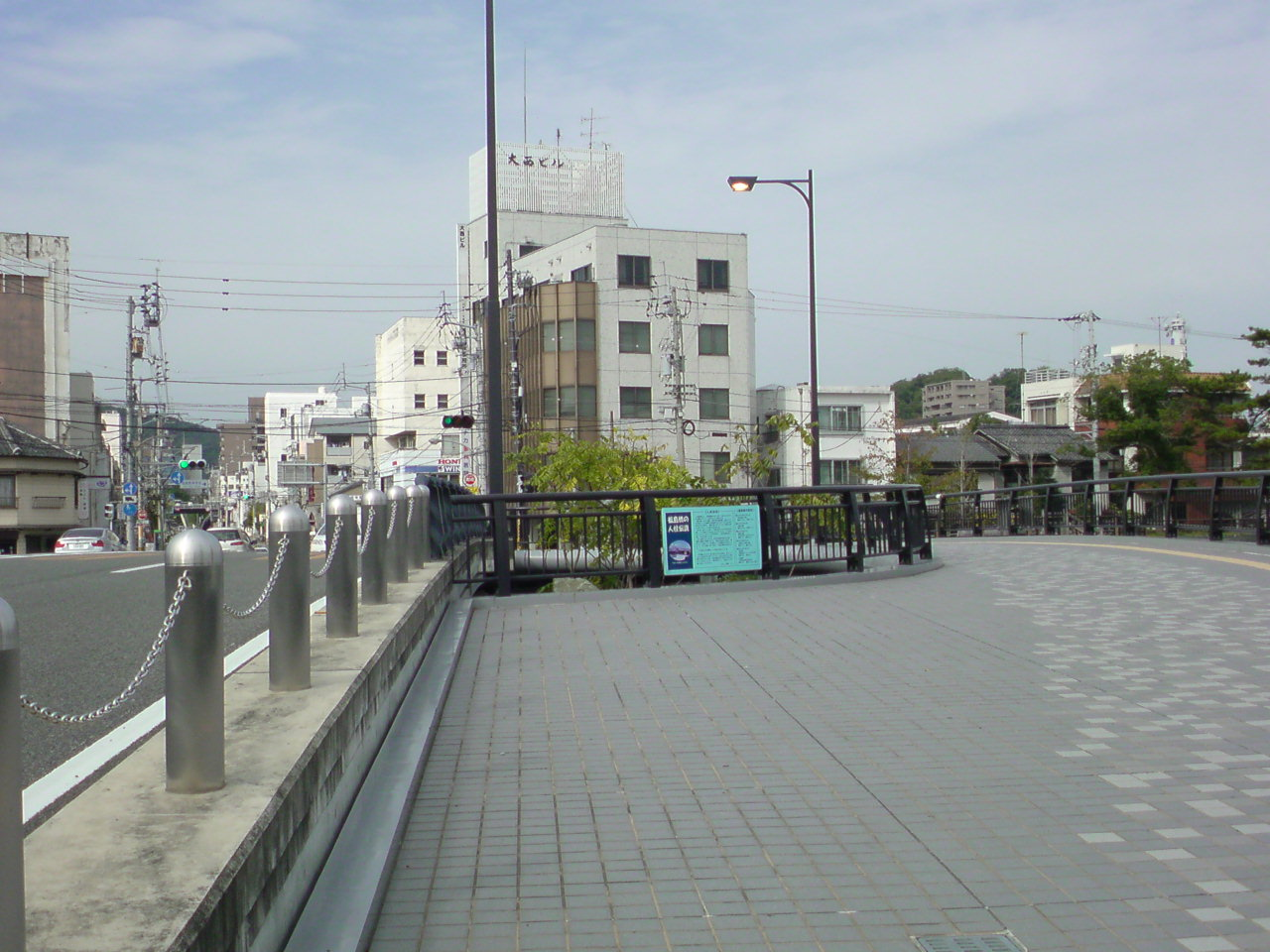
福島橋西側の歩道。人柱の跡地を避けて大きくカーブして設計された。2008年10月撮影。
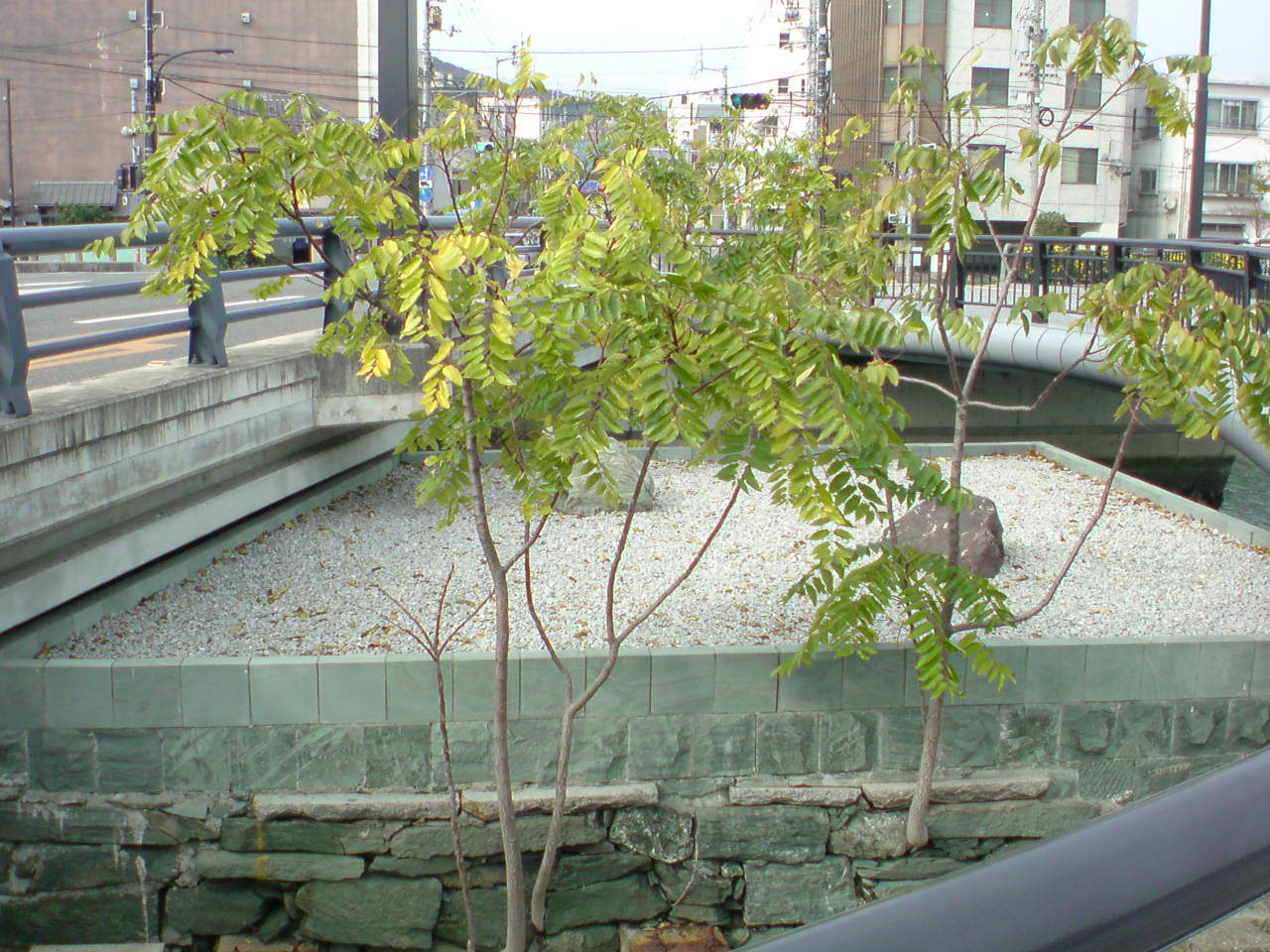
人柱の跡地。手前の歩道の柵には人柱伝説を説明した案内板が設置されている。2008年10月撮影。

## 隣の橋梁
（上流） - 徳住橋 - 福島橋 - 福島新橋 - （下流）